# ナイトメア・ハンター
『ナイトメア・ハンター』は、翔企画（鈴木銀一郎）が制作した現代ホラーものテーブルトークRPG (TRPG)。人間の夢を侵略する夢魔と、それに立ち向かう夢魔狩人（ナイトメア･ハンター）の戦いを描く。1988年に翔企画からA5判書籍として発売された。当時翔企画の社員だった藤浪智之が、監修という立場で制作に関わっている。

## 概要
原案は、勝木康明によって製作された同人TRPG『ドリームハンター麗夢RPG』。1985年に翔企画に持ち込まれ、その後版権の関係から「ドリームハンター麗夢」の設定が取り除かれ、夢の世界に入って夢魔と戦うという骨子に基づいたオリジナル設定のTRPGとして再構成された。プレイヤーキャラクター（PC）は、強い精神力を持って他人の夢に介入する能力を持つ「ナイトメア･ハンター（以下、ハンターと呼ぶ）」となり、人間の夢を侵す「夢魔」をはじめとした怪異に立ち向かう。

## システム
本作のルールブックは独特の記述形式を取っており、前半部はゲームブック状になっている。この部分を読み進めることで、背景世界の理解だけでなく、キャラクターの作成からソロ･アドベンチャーによるプレイ体験まで行えるようになっている。巻末には、TRPGのルールが（巻末から巻頭へ読み進める形で）記述されており、こちらでは機能的にルールの通読ができるようになっている。

### キャラクターメイキング
本作はスキル制を採用しており、PCは「筋力」「知識」「精神力」など8種類の能力値と各種技能、そして能力値を基準に算出される「体力ポイント」「精神エネルギー」によって表現される。このうち重要なのは「精神力」および「精神エネルギー」であろう。他のゲームであれば、精神力は生命力などに比べて副次的な要素であることが多いのだが、精神世界での戦いを頻繁に行うハンターにとって精神力は生命力以上の重要さを持つ。能力値は基本的に6面サイコロ3個を振って求めるが、精神力だけは6面サイコロ2個の出目に6を足して求める。これは前述の通り本作における精神力の重要性を示し、また、優れた精神力の持ち主がハンターとして選抜されているという背景世界の事情を示すものでもある。

### 行為判定
行為判定は下方判定に属する。判定に関連する能力値と技能レベルの合計を目標値とし、6面サイコロを2〜4個振って出目の合計が目標値以下となれば成功となる。状況による成功率の修正は、振るサイコロの数を増減することで表現されるため、場合によってはかなりの数のサイコロを振ることになる。

### 夢の世界と精神エネルギー
最大の仮想敵が「夢魔」であるため、PCは精神世界への侵入と、そこでの活動について心得ておく必要がある。すべてのPCは他者の夢に入り込み、その中で自立的に活動する能力を持つ。
夢の世界では、精神エネルギーが存在の基盤となる。戦闘などでダメージを受けた場合は精神エネルギーが減少し、エネルギーが0になったキャラクターは廃人となってゲームからリタイアする。また、PCは夢の中において、精神エネルギーを消費して必要なものを創造することができる。創造には精神力での判定が必要になり、巨大なもの、よく知らないものは難易度が高くなる。また、創造したものはPC同士であっても譲り渡すことはできない、銃器や複雑な機械などは創造したときだけでなく、使用するたびに精神エネルギーを消費するなどの制限が存在する。

## 世界設定
発売時点での「現代」である1970〜80年代の世界を扱う。一見平和ではあるが、その背後には「夢魔」の侵略をはじめ、旧支配者から外宇宙の侵略者に至るまでさまざまの怪異が存在しており、それらと戦うハンターの活躍が求められている。ハンターの認知度については「国家公認のエージェント」から「非公認の個人活動」まで5段階が想定されており、プレイする際に好みに合わせて選ぶことができる。いずれの設定でも、ハンターとしての訓練は夢を介して極秘裏に行われるため、PCが基礎技能や共通認識を持つことは可能である。

## 続編
2007年に発売された『ナイトメアハンター＝ディープ』は本作の20年後を舞台とした続編。プロデュースは鈴木銀一郎、ゲームデザインは小林正親。ゲームシステムは一新されており、新しいタイプのナイトメアハンターを意味する「ディープルート」と、旧作のスタイルのナイトメアハンター「レジェンド」のいずれかを選んでプレイできるようになっている。